# Кофе аравийский
Ко́фе арави́йский, или, традиционно, Кофе́йное де́рево арави́йское (лат. Cofféa arábica) — вид рода Кофе (Coffea) трибы Кофейные (Coffeeae) семейства Мареновые. Наиболее распространенный и культивируемый вид. Возделывается во многих тропических странах, составляя около 60% мировых насаждений кофе. Известен также под названием арабика.

## Распространение и экология
Родина растения — юго-западная часть Эфиопии, где в речных долинах региона Кэфа (прежнее название — провинция Каффа) на высотах 1600—2000 м над уровнем моря сохранились дикие заросли. Оно широко культивируется в Индонезии, Индии, Бразилии и странах Латинской Америки. Растение, как правило, не выносит жары тропиков ниже чем на 1200—1500 м над уровнем моря (кроме некоторых сортов), поэтому в нижних зонах его притеняют другими растениями или заменяют видом кофе конголезский (Coffea congensis). Осадков в зоне возделывания должно быть не менее 1300 мм в год.

## Биологическое описание

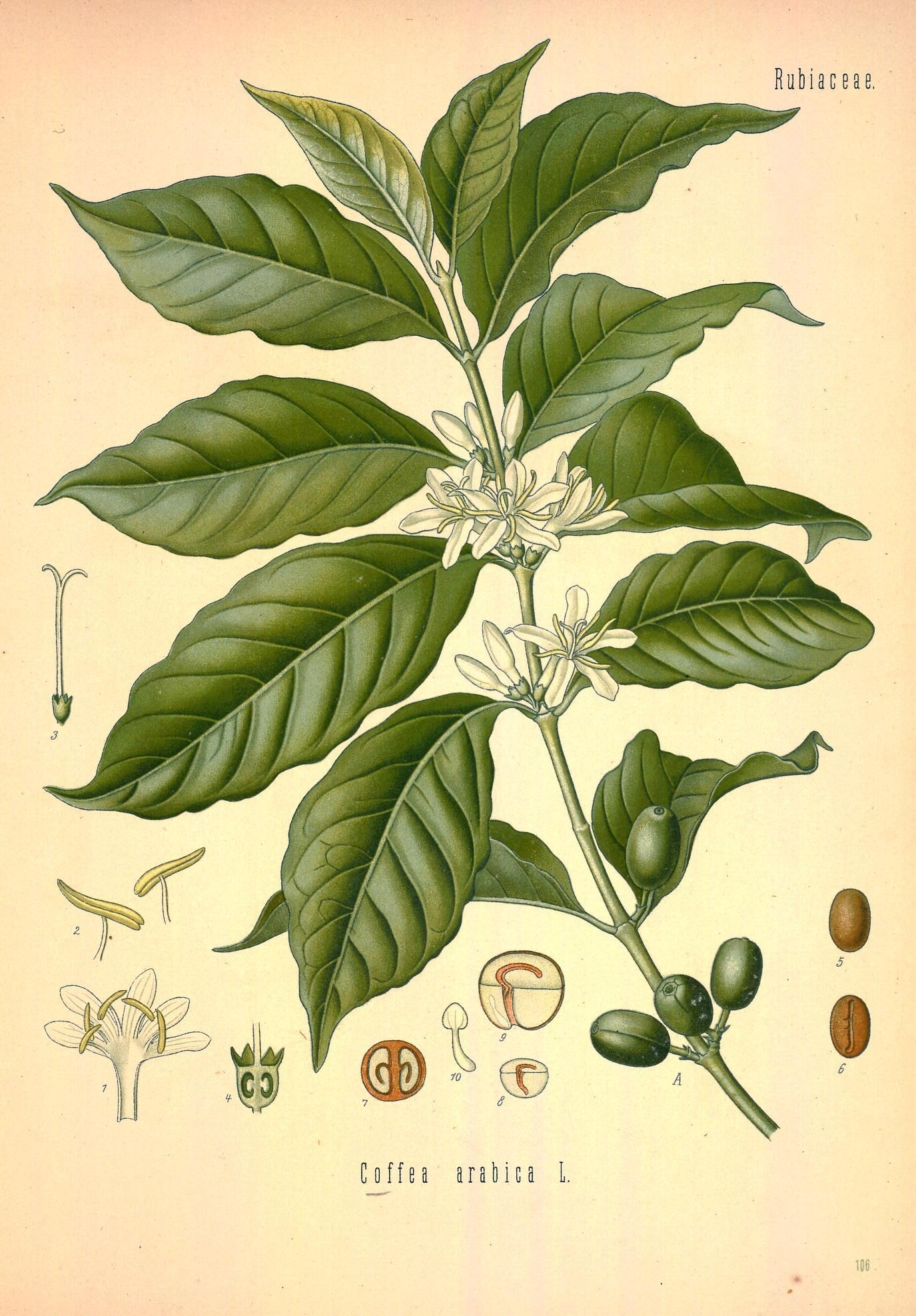

Вечнозелёный кустарник или небольшое дерево, обычно достигающее высоты 5 м и в отдельных случаях 8—10 м, если его не обрезают, неопушённое, долговечное. Стержневой главный корень короткий и прочный, редко растёт в длину более 45 см. Ствол с зеленовато-серой оползающей корой. Ветви длинные, гибкие, раскидистые, часто поникшие.
Листья цельнокрайные, слегка волнистые, супротивные, длиной 5—20 см и шириной 1,5—5 см, на коротких черешках, часто обвисшие.
Цветки обоеполые, белые, душистые, сидят по 3—6 на соцветии; самоопыляемые, опыляются насекомыми и ветром; раскрываются в солнечные дни ранним утром, после двух дней цветения начинается их увядание, и через несколько дней все части цветка, за исключением завязи, опадают; соцветия образуются из первых трёх — четырёх почек или реже из всех пазушных почек горизонтальных ветвей, дифференцируются и остаются в спящем состоянии до тех пор, пока не выпадут осадки, которые стимулируют их пробуждение и распускание (спустя 8—12 дней); диплоидные линии аравийского кофе самостерильны. Тетраплоидные линии допускают самоопыление, однако их плодовитость повышается при перекрёстном опылении, осуществляемом пчёлами.
Плод — овально-эллиптическая или почти шаровидная ягода, в созревшем состоянии около 1,5 см в длину, тёмно-красная или жёлтая (у мутантов Xanthocarpa), созревает в оптимальных условиях через 8 месяцев после цветения, а у границ зоны возделывания — через 9 месяцев; имеет прочную внешнюю кожуру (экзокарп), под ней — сочную желтоватую пульпу (мезокарп), семена окружает серо-зелёная пергаментная оболочка (волокнистый эндокарп). Семена парные (сидят по двое), зеленовато-серые, овальные с одной стороны, плоско-выпуклые с глубокой бороздкой на другой.
Плодоношение начинается в возрасте трёх — четырёх лет, в районах без ярко выраженного сухого и влажного сезонов ремонтантное, в районах с выраженными сезонами — флешами.
Раньше считалось, что робуста и арабика являются «сёстрами». После того, как генетики расшифровали ДНК двух этих видов, выяснили, что они – «братья»,а робуста — это прародитель арабики. Вероятнее всего, Coffea canephora (робуста) скрестилась с другим видом — Coffea eugenioides, в Южном Судане. Далее, получившийся новый вид (арабика) размножился и стал произрастать в Эфиопии, считавшейся долгое время родиной кофе.

## Хозяйственное значение и применение
Из семян кофе разных видов готовят одноимённый напиток.
В качестве лекарственного сырья используют семя кофе (лат. Semen Coffeae), главный алкалоид которого — кофеин — применяют как стимулирующее средство при нервном утомлении и головной боли.

## Сорта
В данном случае под сортами должны подразумеваться культивары, а не типы продукции. Во многих странах под сортом кофе обычно понимается тип продукции — обжарка, происхождение и т. п. Этому также способствуют производители кофе в этих странах, часто составляющие название для продукции из названий сортов, регионов выращивания или даже из придуманных ими самими названий, что вносит определённую путаницу.
Большинство современных сортов представляют собой почковые мутации Coffea arabica var. burbon и Coffea arabica var. typica, гибриды между ними и их мутациями. Некоторые могут быть иными разновидностями или даже видами и их производными, а также межвидовыми гибридами.

## Химический состав
Семена кофе в свежем виде содержат кофеин (0,65—2,7 %), жир (около 12 %), белки (13 %) и сахар (8 %). После термической обработки содержание сахаров снижается до 2—3 %; кофедубильной кислоты — до 4—5 %; содержание жира повышается до 15 %, азотистых веществ до 14 %, кофеина до 1,3 %. Кроме того, в обжаренных семенах имеются витамины РР и пиридин; фенольные соединения, уксусная кислота.

## Галерея
|                           |  |  |
| Цветущие кофе и их цветки |  |  |

|                                                                      |  |  |
| Плоды кофе (два слева) и кофе на плантации в кустовой форме (справа) |  |  |